# Красна Горка (Ємешевське сільське поселення)
Кра́сна Го́рка (рос. Красная Горка, марій. Йошкарсер) — присілок у складі Гірськомарійського району Марій Ел, Росія. Входить до складу Ємешевського сільського поселення.

## Населення
Населення — 63 особи (2010; 61 у 2002).
Національний склад (станом на 2002 рік):
- марі — 94 %